# Religion en Érythrée

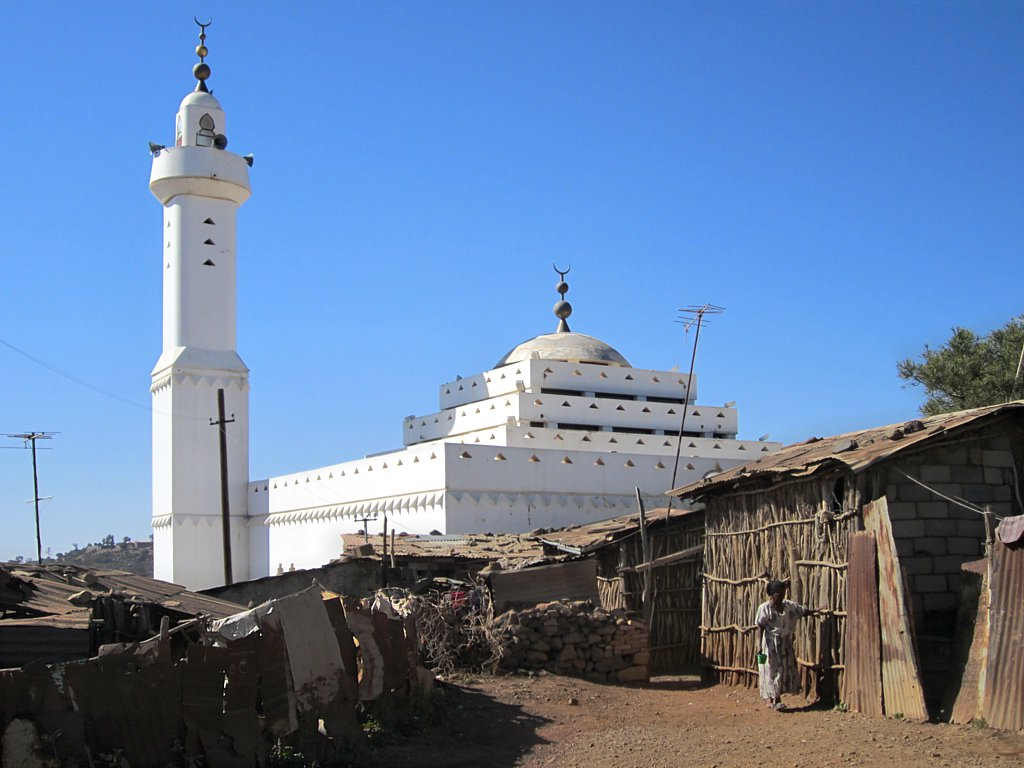
Mosquée à Mendefera

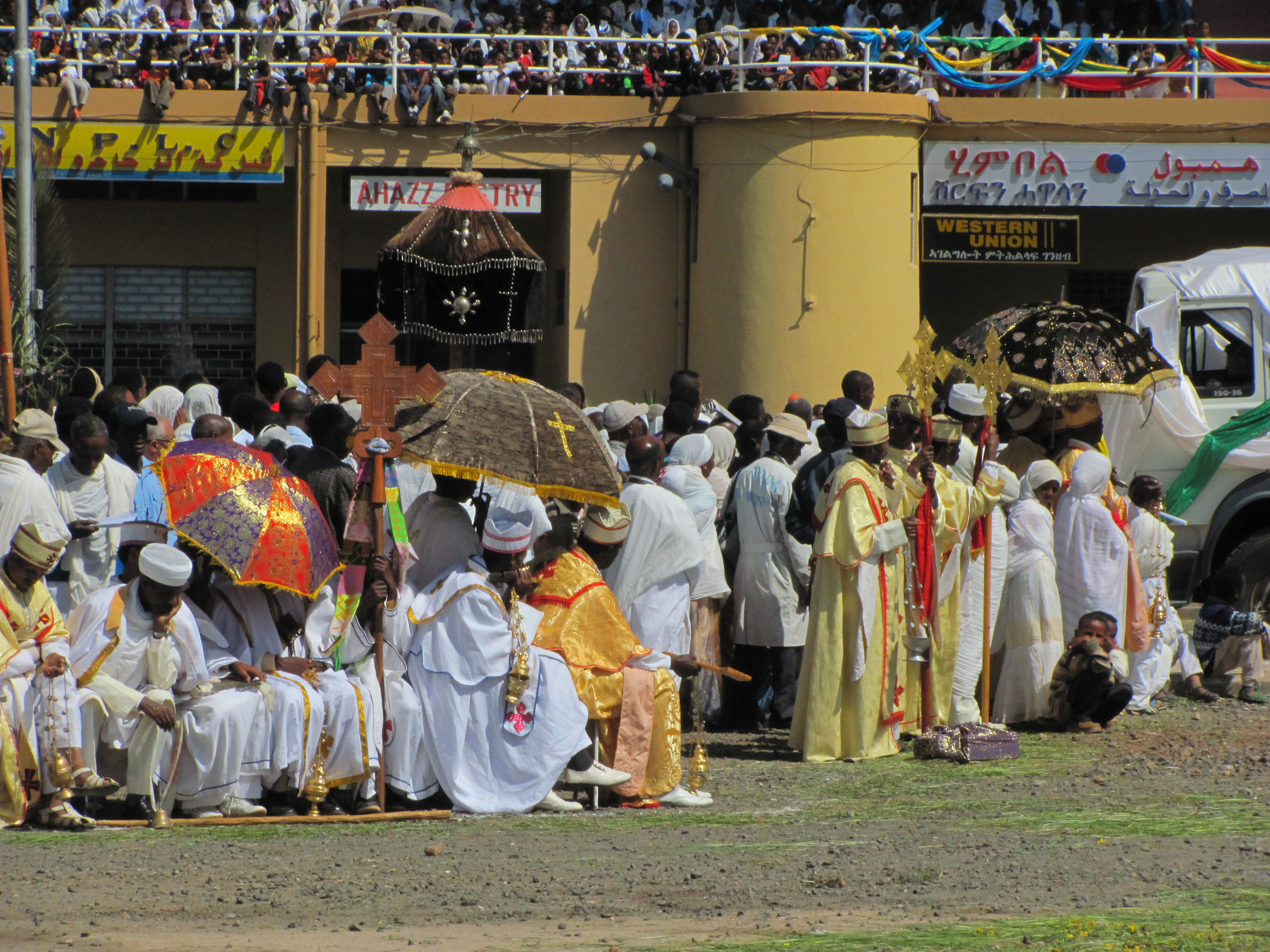
Fête de la Vraie Croix (Mesqel) à Asmara

Les principales religions en Érythrée (entre 4 et 6 millions d'habitants, en 2020, faute de recensement officiel, diaspora non comprise) sont le christianisme et l'islam, entre lesquelles se partage à parts égales la population du pays.

## Confessions
La plupart des chrétiens érythréens font partie de l'Église érythréenne orthodoxe, une église miaphysite en communion avec ses homologues éthiopienne (dont elle s'est séparée en 1993) et égyptienne (dont elle s'est séparée en 1952). Les musulmans se rattachent principalement au sunnisme et à l'école chaféite.
Depuis 2002, tous les groupes religieux sont interdits à l'exception de cinq groupes autorisés par l'État : 
- l'Église érythréenne orthodoxe (2 millions de fidèles environ, 30 %)
- l'Église catholique érythréenne (190 000 fidèles environ en 2010)
- l'Église évangélique luthérienne d'Érythrée (90 000 fidèles environ en 2010)
- l'Islam sunnite : Islam en Érythrée
- l'Islam chiite : Islam en Érythrée

Selon le Rapport annuel 2006 sur la liberté de religion dans le monde, les membres des groupes non autorisés (p'ent'ay, témoins de Jéhovah principalement) et les membres du mouvement réformiste de l'église orthodoxe érythréenne sont harcelés et emprisonnés. Selon Amnesty International, des dizaines de membres de ces mouvements sont détenus pour avoir pratiqué leur religion. Ils peuvent être torturés ou forcés à se convertir. 
En 2005, le patriarche de  l'Église orthodoxe érythréenne Antoine Ier a été déposé pour avoir protesté contre l'arrestation de trois prêtres orthodoxes; il a été remplacé par un patriarche nommé par le gouvernement.

## Spiritualités minoritaires
- Wenigēlawī (évangélisme) : Wenghelawit Bete Kristian Ertra, Église évangélique d'Érythrée (Fédération luthérienne mondiale)
- P'ent'ay, pentecôtisme
- Judaïsme, Juifs éthiopiens, Debtera (chantre itinérant), Histoire des Juifs en Érythrée, Synagogue d'Asmara (1906)
- Hindouisme en Érythrée (en)
- Religions traditionnelles africaines
- Waaq (en)
- Buda (folklore) (en)
- Zār, possession par des démons/esprits

## Estimations 2022
- Islam : 50,52 %
- Christianisme : 40,48 %
  - Orthodoxie : 30,40 %
  - Catholicisme : 5,10 %
  - autres dénominations : 2,5 %
- Bouddhisme, hindouisme, bahaïsme : < 2 %
- Animisme, religions traditionnelles africaines : 2 %